# Lucebert

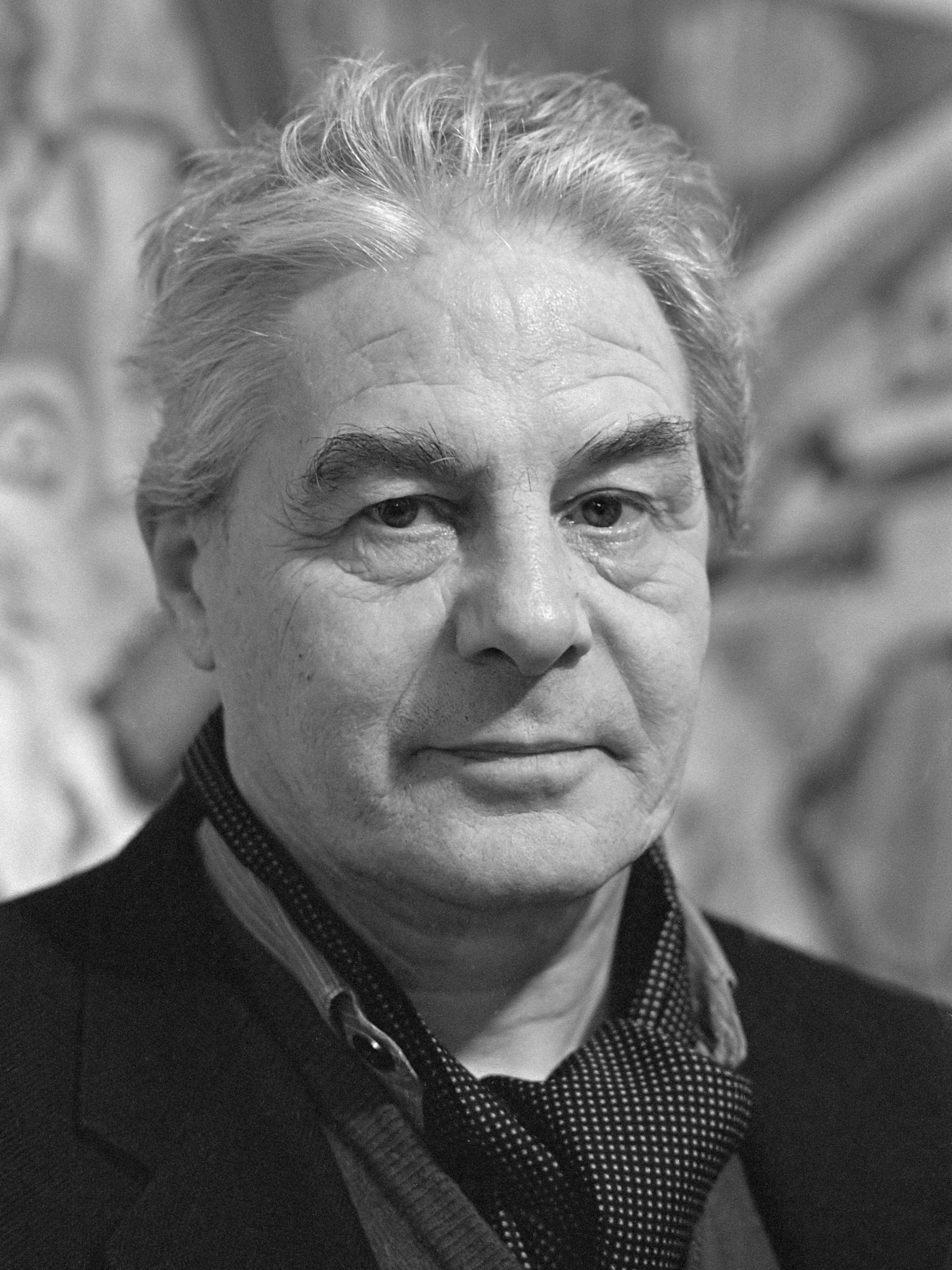
Lubertus Jacobus Swaanswijk 1987.

Lucebert, pseudonym för Lubertus Jacobus Swaanswijk, född 15 september 1924 i Amsterdam, död 10 maj 1994 i Alkmaar var en nederländsk poet, bildkonstnär, tecknare och litograf. Namnet Lucebert uttalas lootsje-bert, av italienskans 'luce' (=ljus) och det germanska 'bert' (=klar, bjärt).

## Liv och verk

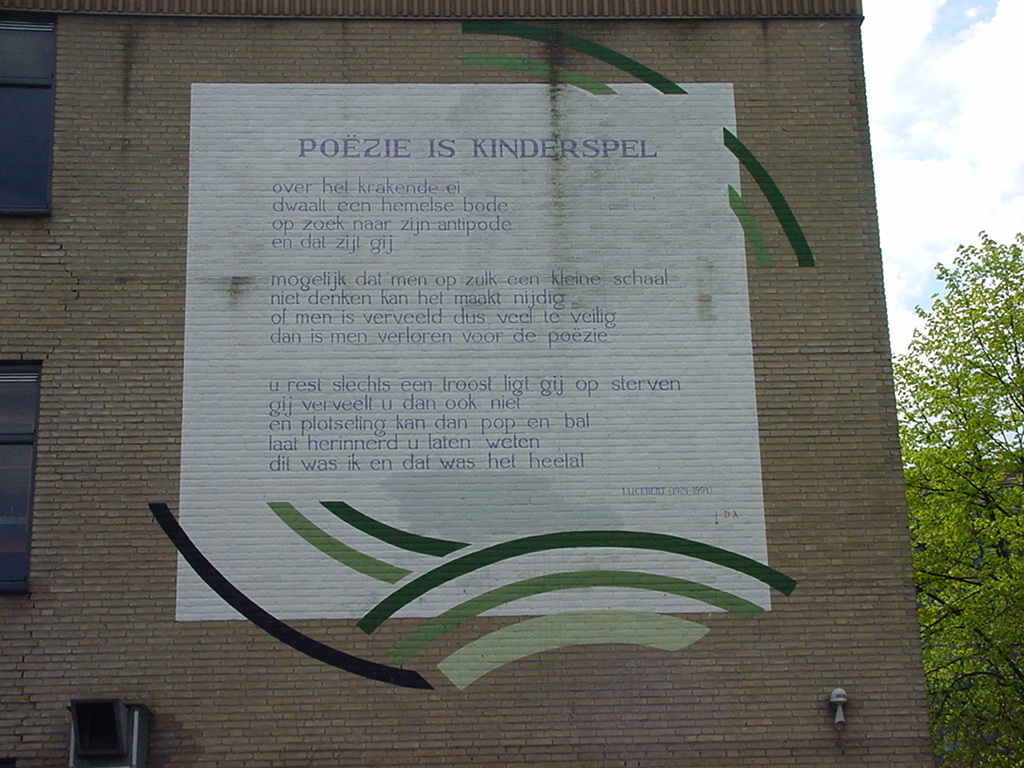
Luceberts dikt Poëzie is kinderspel målad på en husvägg i Leiden.

Vid 14 års ålder kom Lucebert in vid Amsterdams konstfackskola, Instituut voor Kunstnijverheidsonderwijs, men av familjeskäl fick han ofrivilligt avbryta denna utbildning redan efter ett halvår. Han deltog i COBRA-gruppens första utställning på Stedelijk Museum i Amsterdam 1949. Han blev känd som poeten i denna internationella bildkonstgrupp och blev även en litterär frontfigur för de modernister som gick under namnet De Vijftigers (tillsammans med bland andra Hugo Claus) efter sin litterära debut 1951 med diktsamlingen Triangel in de jungel / de dieren der democratie. 1995 hedrades minnet av Lucebert, när hans dikt Poëzie is kinderspel blev väggdikt på adressen Apollolaan 262 i Leiden.

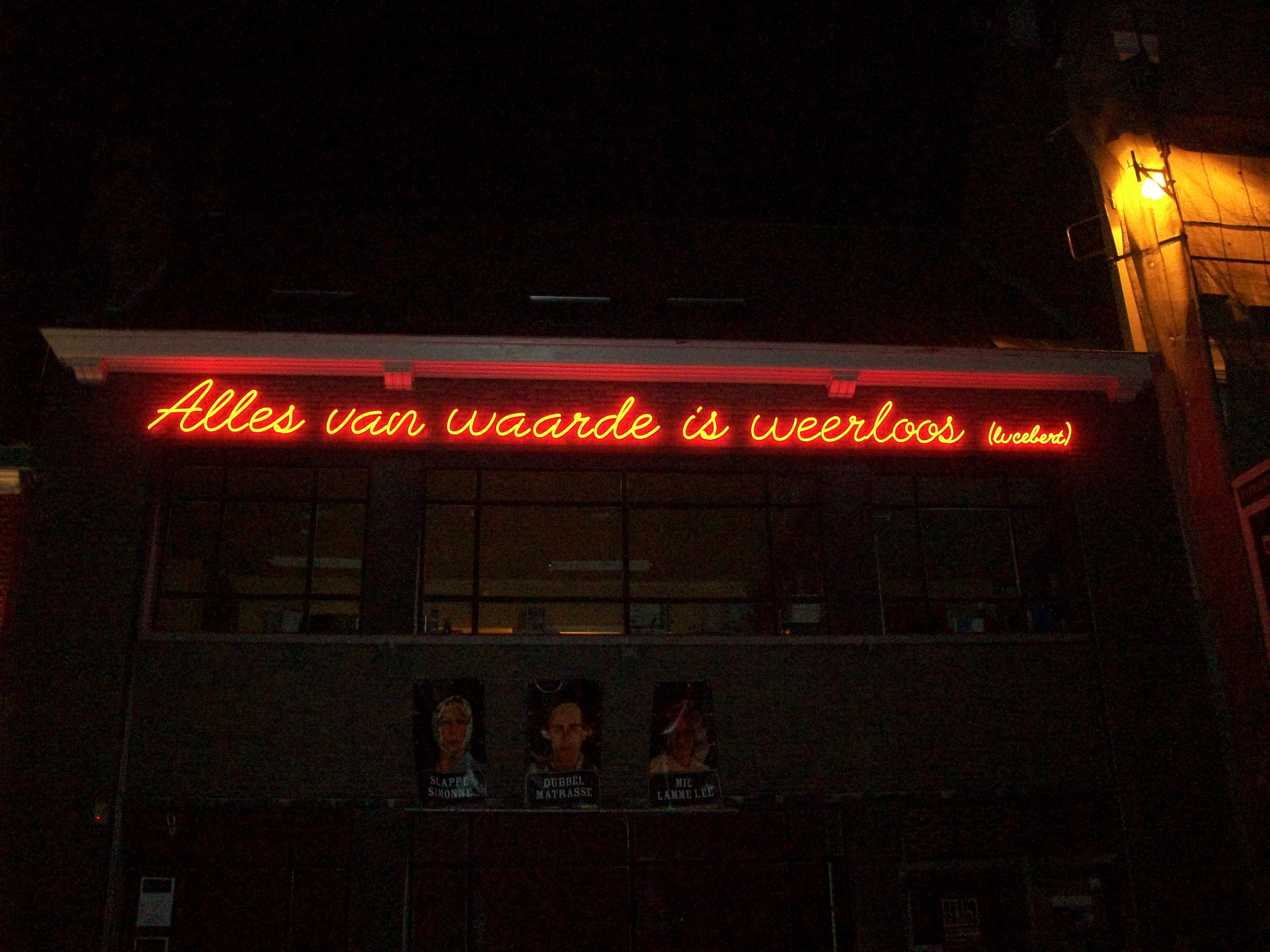
Citat av Lucebert i lysande neon på gaveln till Café Trefpunt i Gent: Alles van waarde is weerloos (Allt av värde är värnlöst).

## Verk

### Utställningar (urval)
- 1949 - Internationell utställning av experimenterande konst, Stedelijk Museum, Amsterdam, Holland
- 1959 - Documenta II, Kassel, Tyskland (grafik)
- 1963 - Marlborough New London Gallery, London, England
- 1964 - Documenta III, Kassel (målningar)
- 1969 - Kunsthalle Basel, Schweiz - tillsammans med Karel Appel och Tajiri
- 1988 - Landesmuseum Oldenburg, Galerie im Taxispalais, Innsbruck, Österrike

### Boktitlar (urval)

#### Nederländska
- Triangel in de jungel/de dieren der democratie (1951)
- Apokrief/de analphabetische naam (1952)

#### Svenska
- Tillsammans med Shinkichi Tajiri: Lucebert, Tajiri (Galerie Blanche, Stockholm 1961)
- Med andra ögon : modern holländsk lyrik, en antologi i tolkning av Jan F. de Zanger & Sebastian Lybeck (FIB:s Lyrikklubb 1968)
- Dubbel metamorfos, övers. Sonja Berg Pleijel och Lasse Söderberg (som även skrivit förord), (Bokförlaget Bakhåll, 1988) ISBN 91-7742-058-6

### Fotnoter
1. ↑  Betyder "50-talisterna"
2. ↑  Betyder "Triangel i djungeln / djuren för en demokrati"
3. ↑  Uppgifter kring väggdikten Poëzie is kinderspel i Leiden. muurgedichten.nl